# Keita Suzuki
Keita Suzuki (* 8. července 1981) je japonský fotbalista.

## Reprezentace
Odehrál 28 reprezentačních utkání. S japonskou reprezentací se zúčastnil Mistrovství Asie ve fotbale 2007.

## Statistiky
| Japonsko | Japonsko | Japonsko |
| Roky     | Záp.     | Góly     |
| -------- | -------- | -------- |
| 2006     | 7        | 0        |
| 2007     | 13       | 0        |
| 2008     | 8        | 0        |
| Celkem   | 28       | 0        |